# Jay B
Jay B (제이비?, Je-ibiLR, CheibiMR), pseudonimo di Lim Jae-beom (임재범?, 林在範?, Im Jae-beomLR, Im ChaepŏmMR; Siheung, 6 gennaio 1994), è un cantante, cantautore e attore sudcoreano.
È il leader del gruppo sudcoreano Got7 e, come Def., membro della crew R&B e soul Offshore.

## Biografia
Lim Jae-beom nasce a Siheung, provincia del Gyeonggi, e cresce a Goyang. All'età di sette anni, dopo aver visto i GOD esibirsi, sviluppa il sogno di diventare un cantante. Da bambino copia le mosse dei video di b-boying caricati su Cyworld e diventa un b-boy in terza media in seguito a una bocciatura scolastica. Pubblicando un messaggio in una comunità virtuale di b-boying su Naver, trova un gruppo con il quale inizia a ballare per le strade e le stazioni delle metropolitana come Ilsan, Paju, Boramae e Jeongbalsan, partecipando anche a delle gare. Da b-boy utilizza lo pseudonimo Defsoul ispirandosi al video musicale di Just Friends di Musiq Soulchild.
Nel 2009 viene scoperto dalla JYP Entertainment, che lo scouta dopo le fasi preliminari di una gara cittadina: sebbene non interessato, il padre lo spinge a provare, e supera l'audizione aperta arrivando al primo posto a pari merito con Park Jin-young su 10.000 candidati. Si interessa alla composizione musicale già da b-boy entrando in contatto con la cultura hip hop, ma all'inizio della formazione come idol pensa che imparare a cantare non abbia senso e si concentra solo sul ballo; tuttavia, dopo aver ascoltato D'Angelo, si avvicina al canto e alla composizione musicale, cominciando a scrivere i primi pezzi.
Nel 2012 debutta come attore nel drama coreano Dream High 2 adottando il nome d'arte JB per non essere confuso con un cantante omonimo; il maggio seguente, insieme a Park, fa invece il suo ingresso sulla scena musicale nel duo JJ Project con l'album singolo Bounce. L'11 marzo 2013 viene annunciato nel cast del drama Namjaga saranghal ttae nel ruolo del fratello minore della protagonista.
Il 16 gennaio 2014 i due membri dei JJ Project debuttano nuovamente nel settetto Got7, all'interno del quale Lim assume il ruolo di leader. Nel 2015 interpreta il protagonista maschile nella webserie Dream Knight al fianco dell'attrice Song Ha-yoon e degli altri membri dei Got7.
Nel 2014, il brano Bad Behaviour dal secondo EP dei Got7, Got Love, è la prima canzone del gruppo per la quale scrive i testi. In seguito cominciano a figurare nei dischi anche pezzi da lui composti, e dal 2016 si fa accreditare con lo pseudonimo di Defsoul. Parallelamente, il 1º gennaio 2017 apre un profilo su Soundcloud, sul quale carica, nel corso degli anni, diversi mixtape di genere R&B e hip hop più sperimentale. Con il nome Def. scrive anche per la crew Offshore, creata nel 2017 con alcuni amici.
Nel 2018, insieme al compagno di gruppo Kim Yu-gyeom, partecipa alla collaborazione artistica Collaboran per il marchio di acqua gassata Perrier insieme all'artista multimediale Ben Jones. Il processo creativo viene rivelato attraverso un reality show pubblicato a maggio. Il 5 maggio 2019, sempre con Kim, forma i Jus2, una sotto-unità dei Got7, pubblicando l'EP Focus.
A dicembre 2019 collabora con Represent al lancio di una linea di abbigliamento a tema estivo, la JB Collection, che vende 35.940 pezzi nelle due settimane di disponibilità. Il 6 ottobre 2020 inaugura la sua prima mostra fotografica come Def., "Alone", che si chiude il 12 ottobre a Seul.
Il 19 gennaio 2021, in seguito alla scadenza del suo contratto, lascia la JYP Entertainment. Segue un periodo da freelancer, durante il quale si occupa in prima persona delle pratiche burocratiche e dell'organizzazione necessarie per permettere l'uscita, il 20 febbraio, del nuovo singolo dei Got7 Encore. Contemporaneamente cambia il proprio nome d'arte in Jay B.
Il successivo 11 maggio firma un contratto con H1ghr Music e il 14 pubblica il singolo Switch It Up, che debutta in dodicesima posizione sulla Gaon Download Chart. Il brano, di genere R&B, è scritto e composto da Jay B insieme a Jay Park e Cha Cha Malone, che ne è anche produttore. Il testo parla di amore, mentre il titolo trasmette il concetto che la sua vita sta cambiando. Il 25 maggio, il brano debutta sulla Billboard R&B Digital Song Sales Chart in sesta posizione, rendendo Jay B il primo artista coreano a entrare nella classifica. Diventa anche il terzo solista coreano a figurare sulla Billboard R&B/Hip Hop Digital Song Sales Chart con l'ingresso di Switch It Up in posizione 18.
Il 26 agosto 2021 pubblica il primo EP da solista, SOMO:Fume. Il disco viene promosso attraverso uno showcase online con 1 800 fan da 150 Paesi del mondo.
Il 31 dicembre annuncia l'uscita del mini album Love. con lo pseudonimo Def., che esce il 26 gennaio 2022. Il 25 luglio 2022, lascia H1ghr Music in seguito alla scadenza del contratto e firma con Cdnza Records.

## Vita privata e filantropia
Durante l'infanzia, i genitori divorziano per via dei problemi di alcolismo del padre, e sua madre in seguito si risposa. La famiglia ha una fattoria dove si dedica alla coltivazione dei pomodori a Ilsan.
Nel 2016 non ha potuto partecipare alla maggior parte delle tappe asiatiche del Fly Tour dei Got7 per via di una lesione spinale che lo ha tenuto fermo dal 28 aprile al 24 giugno.
Si è laureato in cinema alla Konkuk University e nel 2014 ha realizzato un cortometraggio durante il programma di Mnet 4gaji show.
Il 24 novembre 2017 dona 10 milioni di won per i soccorsi alle vittime del terremoto di Pohang, e il 27 febbraio 2020 la stessa somma alla Hope Bridge Disaster Relief Association per fronteggiare la pandemia di COVID-19.

## Discografia
Di seguito, le opere di Jay B come solista. Per le opere con i Got7, si veda Got7#Discografia.

### Extended play
- 2021 – SOMO:Fume
- 2022 – Love. (come Def.)
- 2022 – Be Yourself
- 2022 – Abandoned Love. (come Def.)
- 2023 – Seasonal Hiatus

### Mixtape
- 2017 – 1/? vol. 1[27] (come Def.)
- 2018 – 1/? vol. 2 (come Def.)
- 2018 – 1/? vol. 2 (Remix) (come Def.)
- 2018 – 1/? vol. 3 (come Def.)
- 2019 – 1/? vol. 4[66] (come Def.)
- 2019 – 1/? vol. 5 (come Def.)

### Come membro degli Offshore
- 2019 – Surfin' (Scene #1) (con Mirror Boy e Jomalxne)
- 2019 – Laze (Scene #1) (con Roseinpeace e Jomalxne)
- 2019 – Play (Scene #1) (con Roseinpeace, Jomalxne e HNMR)
- 2020 – Simple (Scene #2)
- 2020 – Smoke (연기) (Scene #2) (con Jomalxne)
- 2020 – Take a Walk (Scene #2) (con iHwak e HNMR)
- 2020 – Sweet Dream (Cut #1)
- 2020 – Just Stay (Cut #1) (con Junny)
- 2021 – Cold Night (Scene #3) (con HNMR, Jomalxne)
- 2021 – Just Stay (Remastered) (Scene #3) (con Junny)
- 2021 – Call Me (Scene #3) (con Jomalxne)
- 2021 – Sweet Dream (Remastered) (Scene #3)

### Singoli
- 2018 – Rainy
- 2021 – Switch It Up (feat. Sokodomo)

### Collaborazioni
- 2016 – Just Because (그냥 한번) (con Baek A-yeon)
- 2017 – Hush (con Primary)
- 2017 – Celebrate (con Jomalxne e Yonko)
- 2018 – Higher (con Deepshower)
- 2020 – Callin' (con Jeebanoff)
- 2020 – Dream (꿈) (con Wavycake e Ovus)
- 2020 – In December (Sad Night) (12월엔 (Sad Night)) (con $ün)
- 2021 – Memory (con s/s)
- 2021 – Is It a Dream? (con Fudasca)
- 2021 – P.S. (con Mirani)
- 2021 – Thought of You (생각했어) (con Ourealgoat)
- 2021 – Nostalgia (con Junny)
- 2022 – Night (con NXPS)
- 2022 – Hello 2.0 (Legends Only) (con James Reid e ØZI)
- 2022 – Windy Day (바람이 나를 안을 때) (con Bigone)

### Colonne sonore
- 2012 – New Dreaming (con Park Seo-joon) (per Dream High 2)
- 2012 – Together (con Park Ji-yeon) (per Dream High 2)
- 2015 – Forever Love (per Dream Knight)
- 2017 – U&I (con Jackson Wang) (per The Package)
- 2017 – U&I (Chinese Version) (con Jackson Wang) (per The Package)
- 2019 – Be With You (per A Day Before Us Zero)

## Filmografia
- Dream High 2 – serial TV (2012)
- Namjaga saranghal ttae – serial TV (2013)
- Dream Knight – webserie (2015)

## Riconoscimenti
- APAN Music Award
  - 2020 – Miglior all-rounder[67]